# Bart Gets an F
"Bart Gets an F" är det första avsnittet av den andra säsongen av den amerikanska, tecknade komediserien The Simpsons. Det var det första avsnitt som hade den nya, kortare öppningssekvensen. Borgmästaren Joe Quimby gör sin entré i detta avsnitt.

## Handling
Bart håller ett föredrag inför klassen om boken Skattkammarön, det står dock snart klart för alla att han inte har läst boken. Läraren Edna Krabappel får sina misstankar bekräftade när han inte kan säga namnet på piraten i boken. Efter skolan säger Krabappel till Bart att hans betyg bara blir sämre och sämre, och förvarnar honom om ett kommande prov om USA under kolonialtiden. När han kommer hem försöker Bart att studera, men han låter hela tiden andra saker komma före. Nästa dag "kollapsar" Bart i klassrummet för att slippa göra testet. Skolsystern skickar hem honom efter att ha gett honom diagnosen amoria flebit.
På natten misslyckas Bart återigen att studera. Istället ringer han sin vän Milhouse för att få veta svaren. I skolan nästa dag gör Bart provet, men misslyckas. Krabappel säger till honom att hans resultat är sämre än Milhouses. Föräldrarna Homer och Marge kallas till ett möte med Krabappel och skolpsykologen Dr. J. Loren Pryor. De får veta att Bart ligger långt efter resten av klassen och riskerar att få gå om en klass.
När Bart får veta detta ber han desperat klassens geni, Martin Prince, om hjälp. Martin hjälper Bart med studerandet och i gengäld visar Bart honom hur han ska bli mer populär, vilket leder till att Martin tar över många av Barts dåliga egenskaper. Bart påminner den "nye" Martin om provet, men han struntar i det och springer istället iväg med Barts vänner för att göra ett nytt bus. Bart, med ett oläst prov och med mycket litet tid på sig, ber till Gud att något ska ske som gör att han inte behöver gå till skolan och ger honom mer tid att studera. Under natten kommer en stor snöstorm in över Springfield som lägger ett stort snötäcke över staden, och skolorna tvingas ha stängt.
När radion meddelar att skolorna har stängt, gör sig Bart redo för en rolig dag i snön. Hans syster Lisa påminner honom om hans bön, och han bestämmer sig för att hålla sig inomhus och studera under resten av dagen, medan övriga familjen och hela staden har kul utomhus. Bart koncentrerar sig verkligen på provet, och efter att han har gjort det nästa dag ber han Mrs. Krabappel att rätta det på en gång. När han får tillbaka det ser han att han fått 59 procent rätt, ytterligare ett "F" (USA:s motsvarighet till Icke Godkänd). Han börjar gråta över att allt hans slit inte varit till någon nytta, och säger att han nu förstår hur George Washington kände sig när han kapitulerat mot fransmännen i Fort Necessity 1754. Mrs. Krabappel, häpen över att han känner till en så pass okänd händelse, inser att Bart faktiskt hade läst på inför provet. Hon ger Bart ett extra poäng som höjer betyget till ett D-. Bart blir väldigt stolt, och springer ut och berättar glatt för alla han träffar, innan han påminns om att han pussade läraren. Homer hänger senare stolt upp Barts hittills bästa betyg på kylskåpsdörren.